# Perdita sexmaculata
Perdita sexmaculata är en biart som beskrevs av Theodore Dru Alison Cockerell 1895. Den ingår i släktet Perdita och familjen grävbin. Arten förekommer i sydvästra Nordamerika.

## Beskrivning
Arten är ett litet bi, med en kroppslängd på 4 till 5 mm och en framvingelängd på omkring 3 mm hos honan. motsvarande värden för hanen är 3 till 4 mm för kroppslängden, och kring 2,5 mm för vinglängden. Färgen på huvud och mellankropp är mörkt blågrön; hos honan kan området även vara mörkblått. Mellankroppen har knölar som är brunaktiga i spetsen hos honan, mer eller mindre helt gula hos hanen. Hos båda könen är vingfästena tegelfärgade, medan vingarna har bruna ribbor. Bakkroppen är mer eller mindre svart, hos hanen kan den ha ett brunt inslag. Arten har beige till vita märken på sidorna av tergit 2 till 4, hos hanen ibland även på tergit 5. Huvudet skiljer sig påtagligt åt mellan hona och hane: Honan har käkar som är gula vid basen, övergående till tegelfärgat på mitten och rött i spetsarna. Hos hanen är nästan hela käkarna gula, endast spetsarna är röda. Munskölden (clypeus) och kinderna är svarta hos honan, medan hanen har en gul mask som täcker hela ansiktet från strax under antennerna.

## Taxonomi
Inga underarter finns listade i Catalogue of Life. ITIS listar emellertid Perdita sexmaculata sexmaculata Cockerell, 1895 och Perdita sexmaculata octonaria Timberlake, 1962 som underarter.

## Utbredning
Utbredningsområdet omfattar Nordamerikas sydvästra fjärdedel från Wyoming i norr, Kansas och Texas i öst samt Jalisco och Hidalgo i syd.

## Ekologi
Arten är polylektisk, den flyger till blommande växter från flera familjer, som korgblommiga växter (släktet Malacothrix), törelväxter (törelsläktet), strävbladiga växter (Faceliasläktet), malvaväxter (släktet klotmalvor) samt potatisväxter (släktena Chamaesaracha, lyktörter och Quincula).

## Bildgalleri

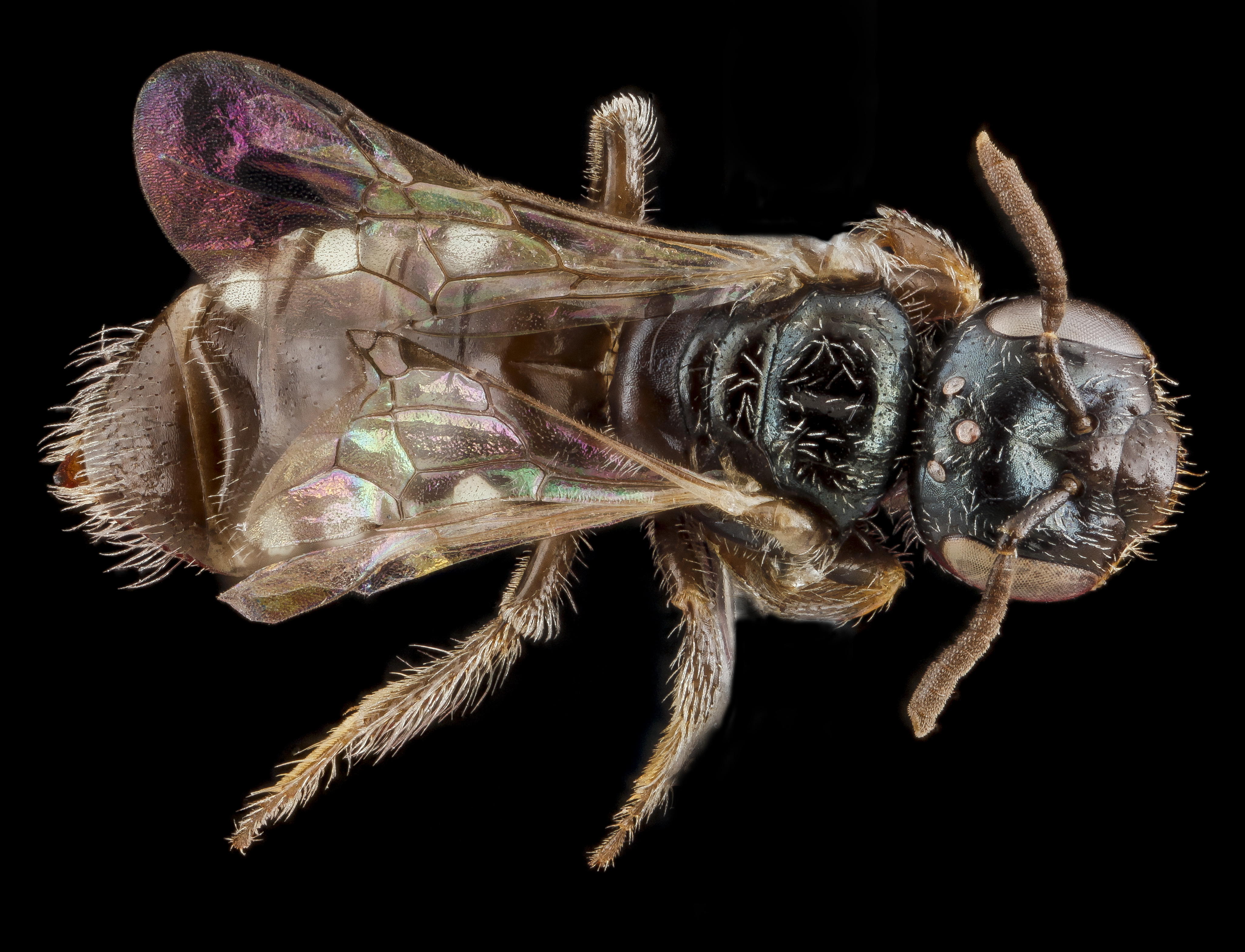
Ryggsida.
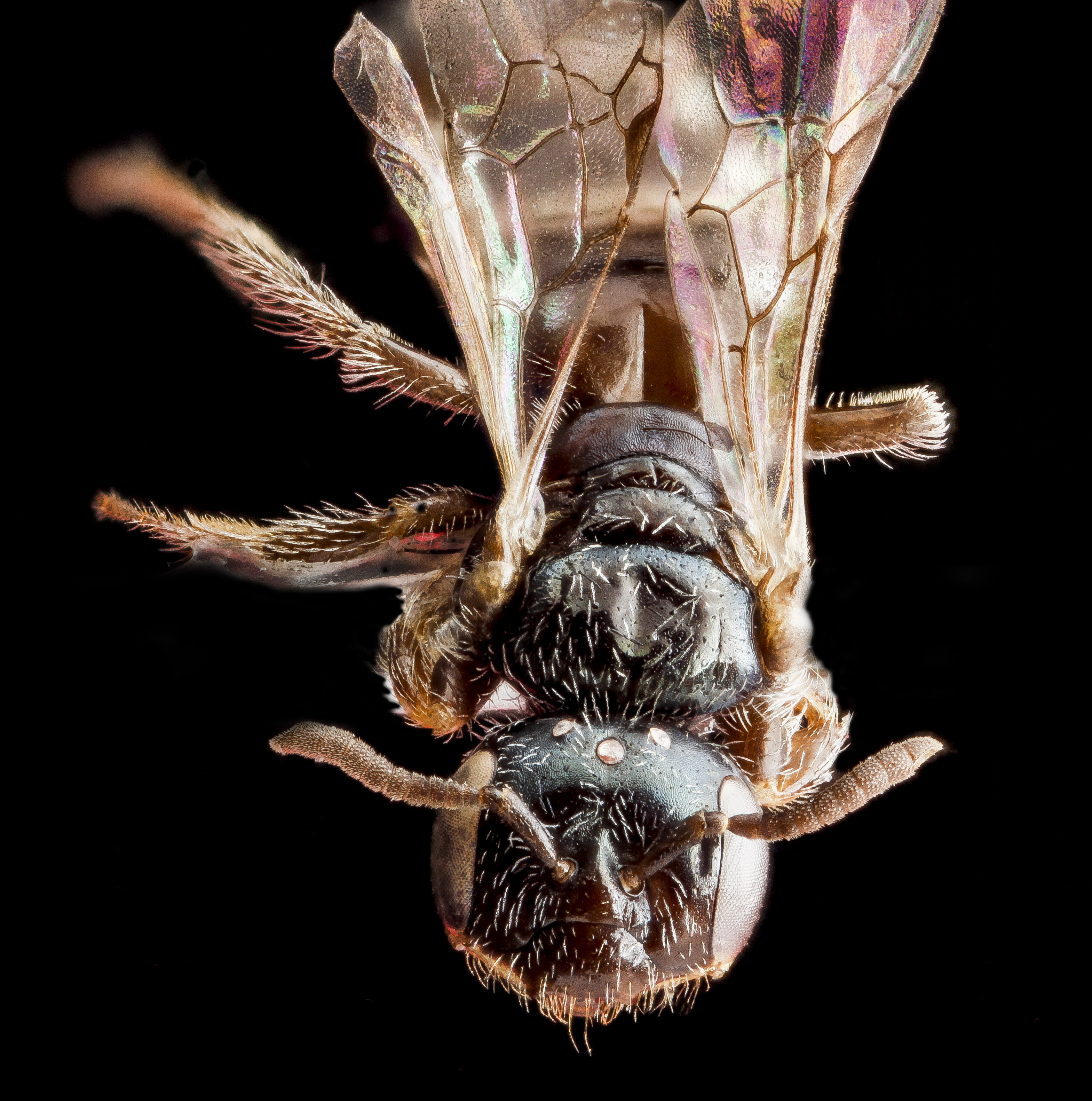
Ansikte.